# Doamna și vagabondul (film din 2019)
Doamna și vagabondul (în engleză Lady and the Tramp) este un film de dragoste muzical american din 2019 regizat de Charlie Bean și scris de Andrew Bujalski și Kari Granlund, produs de Walt Disney Pictures și Taylor Made și distribuit de Walt Disney Studios Motion Pictures. Filmul este un remake hibrid live-action / CGI al filmului de animație cu același nume al lui Walt Disney din 1955, la rândul său bazat pe povestea din 1945 din revista Cosmopolitan „Happy Dan, the Cynical Dog” de Ward Greene. Filmul are vocile lui Tessa Thompson, Justin Theroux, Janelle Monáe și Sam Elliott, iar personajele umane au fost interpretate de Thomas Mann, Kiersey Clemons, Yvette Nicole Brown, F. Murray Abraham, Adrian Martinez și Ken Jeong. Este dedicat artistului Chris Reccardi, care a murit pe 2 mai 2019.
Lady and the Tramp a fost lansat pe 12 noiembrie 2019 pe Disney+, fiind primul remake Disney care nu a fost lansat în cinematografe, ci doar pe un serviciu de streaming. Filmul a primit recenzii mixte de la critici, laude pentru interpretarea și actoria vocală, dar critici pentru efectele vizuale, scenariul și ritmul său.